# 贝泽里勒
贝泽里勒（法語：Bézéril，法語發音：[bezeʁil]）是法国热尔省的一个市镇，属于欧什区。

## 地理
贝泽里勒（43°32'37"N, 0°52'40"E）面积9.65 平方千米，位于法国奧克西塔尼大區热尔省，该省份为法国西南部内陆省份，北起顺时针与洛特-加龙省、塔恩-加龙省、上加龙省、上比利牛斯省、大西洋比利牛斯省和朗德省接壤。
与贝泽里勒接壤的市镇（或旧市镇、城区）包括：拉阿斯、努瓦扬、波拉斯特龙、圣安德烈、圣苏朗、萨马唐。

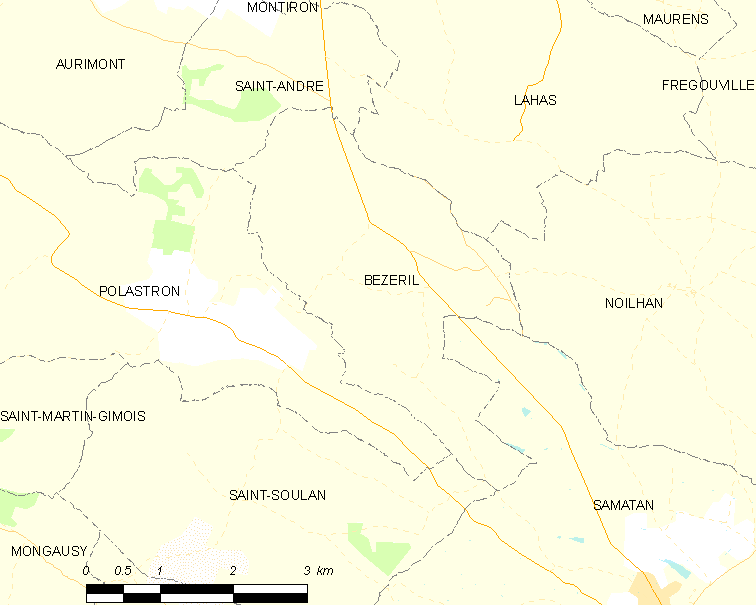
贝泽里勒的OSM定位图

贝泽里勒的时区为UTC+01:00、UTC+02:00（夏令时）。

## 行政
贝泽里勒的邮政编码为32130，INSEE市镇编码为32051。

## 政治
贝泽里勒所属的省级选区为萨沃河谷县。

## 人口

1962-2008年间贝泽里勒人口变化图示

贝泽里勒于2022年1月1日时的人口数量为106人。